# Stiftsstyrelse
Stiftsstyrelsen är sedan 1989 verkställande organ på Svenska kyrkans regionala nivå (stiften) och utses genom indirekt val av stiftsfullmäktige, som är stiftets beslutande organ. Biskopen är självskriven ordförande.
Stiftsstyrelsens motsvarighet i ett pastorat är kyrkorådet. (I ett pastorat med mer än en församling finns även församlingsråd.) På riksplanet motsvaras den av Kyrkostyrelsen.